# Jabłonowyj
Jabłonowyj (ros. Яблоновый) – osiedle typu wiejskiego w zachodniej Rosji, w sielsowiecie wyszniedieriewienskim rejonu lgowskiego w obwodzie kurskim.

## Geografia
Miejscowość położona jest 6 km od centrum administracyjnego sielsowietu (Wysznije Dieriewieńki), 17 km na południowy wschód od centrum administracyjnego rejonu (Lgow), 63 km na południowy zachód od Kurska.
W osiedlu znajduje się 38 posesji.
Klimat
Miejscowość, jak i cały rejon, znajduje się w strefie klimatu kontynentalnego z łagodnym ciepłym latem i równomiernie rozłożonymi opadami rocznymi (Dfb w klasyfikacji klimatów Köppena).

## Demografia
W 2010 r. osiedle zamieszkiwały 52 osoby.